# Una parigina
Una parigina (Une parisienne) è un film del 1957 diretto da Michel Boisrond.

## Trama
Brigitte è figlia del presidente del consiglio ed è follemente innamorata di Michel Legrand, il capo di gabinetto. Riesce a farsi sposare ma l'uomo sembra indifferente tanto che la ragazza decide di farlo ingelosire coinvolgendo l'amante dell'uomo e un principe straniero in visita ufficiale.